# Мейреллис, Присилла
Присилла Мейреллис ди Алмейда (порт. Priscilla Meirelles de Almeida; родилась 5 сентября 1985 года в Манаусе, штат Амазонас) — бразильская модель, победительница конкурса Мисс Земля в 2004 году.

## Биография
Мейреллис начала участвовать в конкурсах красоты во время учёбы в медицинском университете. В 2003 году она, представляя штат Амазонас, выиграла национальный отбор на конкурс Miss Globe, а затем победила и на самом конкурсе, проходившем в Турции. В следующем году Мейреллис приняла участие в более престижном международном конкурсе красоты, Мисс Земля. 28 июля 2004 года она победила на национальном отборочном этапе, а 24 октября выиграла титул Мисс Земля на конкурсе, проходившем в Кесон-Сити.
После победы на конкурсе Мейреллис осталась жить и работать моделью на Филиппинах, появлялась на обложках местных изданий журналов Vogue и Playboy. Она была соведущей на церемониях Мисс Земля 2006, 2007 и 2008 годов.